# 虔十公園林
「虔十公園林」（けんじゅうこうえんりん）は、宮沢賢治の短編童話である。賢治が亡くなった翌年（1934年）に発表された。

## 解説
軽度の知的障害を持つ虔十という少年の行為が、多くの偉人を育み、最終的に地域に多大な貢献をもたらしたという構成となっている

## 「虔十」という名前
賢治は童話「ビジテリアン大祭」草稿の第1葉の欄外に「座亜謙什」（「ざあけんじゅう」と読める）という書き込みを残している。また、「兄妹像手帳」という名前で呼ばれる手帳には"Kenjü Miyazawa"という署名が記されており、「けんじゅう」という名前と賢治自身の名前との関連が指摘されている。